# Пјаченца
Пјаченца (итал. Piacenza) град је у северној Италији, у регији Емилија-Ромања. По процени из 2004. има 99.150 становника.

## Историја
Град су најпре настањивали Келти и Лигурци. Етрурци су се бавили овчарством. Пјаченца је основана 218. п. н. е. као једна од првих војних колонија античкога Рима. Пре се звала Placentia. У Пјаченцу и оближњу Кремону послано је 6.000 колониста. Ханибал је победио у бици код Требије 218. п. н. е. у том подручју, али Пјаченца није била освојена. Територија града је била исушена и основана је лука на реци По, па је град напредовао као центар производње житарица и вуне. Иако је био пљачакан и разаран неколико пута град се увек опорављао, а у 6. веку Прокопије из Цезареје га назива прицезом свих градова на Виа Емилији. У раздобљу касне антике шири се хришћанство. Садашњи светац заштитник града свети Антонин је био бивши римски легионар, који је прешао на хришћанство, а убијен је за време цара Диоклецијана.
Пјаченца је опљачкана током Готског рата (535–552). Након кратког периода власти Византије освојили су је Лангобарди. У граду је било седиште војводе. Након франачких освајања у 9. веку град се почиње опорављати, посебно због тога што се налазио на важном друму Виа Францигеана, који је повезивао Свето римско царство и Рим. Значај града расте после 1000, а власт све више прелази у руке нове градске предузетничке класе. Сабор у Пјаченци је 1095. прогласио Први крсташки рат. Од 1126. Пјаченца је била слободан град и значајан члан Ломбардске лиге. Суделује у рату против цара Фридриха Барбаросе и у бици код Лењана 1176. Борила се и са околним градовима Кремоном, Павијом и Пармом и ширила је своје поседе. Пјаченца је од грофова Маласпина и бискупа Бобија преузела контролу трговачких путева према Ђенови. Иако је водила неуспешан рат против Фридриха II Пјаченца је у 13. веку успела да заузме нека упоришта на ломбардијској обали реке По. Пољопривреда и трговина су цветале, па је Пјаченца постала један од најбогатијих градова Европе. Као и у већини средњовековних италијанских градова од друге половине 13. века у Пјаченци су честе унутрашње борбе, тако да су се смењивали владари. Милански Висконтији су држали град до 1447. Пјаченца је била под Сфорцама до 1499. Под Французима су до 1521, а онда су кратко били део Папске државе. Коначно 1545. је у новоствореном војводству Парме и Пјаченце под вођством фамилије Фарнезе. Једно време је била главни град војводства. Најтеже године су биле под војводом Одоардом Фарнезеом (1622–1646). Око 13.000 становника од укупно 30.000 умрло је од глади и куге. Градом и околицом харале су банде и француски војници. Од 1732. Пармом и Пјаченцом владају Бурбони. Наполеон је 1802, анектирао град Француској, а младићи су регрутовани у Наполеонову војску да се боре по целој Европи. Хабзбуршка влада Марије Лујзе 1816–1847. је саградила неколико мостова. У Пјаченци је 1848. избила побуна и одржан је плебисцит на коме је 37.089 гласача од 37.585 гласало за припајање краљевини Сардинији.

## Становништво
Према резултатима пописа становништва 2011. у општини је живело 100.311 становника.
| 1931.  | 1936.  | 1951.  | 1961.  | 1971.   | 1981.   | 1991.   | 2001.  | 2011.   |
| ------ | ------ | ------ | ------ | ------- | ------- | ------- | ------ | ------- |
| 63.937 | 64.210 | 72.856 | 88.541 | 106.841 | 109.039 | 102.268 | 95.594 | 100.311 |

## Важне знаменитости Пјаченце
- Палата Комунале је позната и као ил Готико, а саграђена је 1281. Данас служи као градска већница. Рађена је по Бролето моделу и представља једну од најбоље очуваних примера средњовековних грађевина
- Палата Фарнезе, чија изградња је започела 1568.
- Палата Ланди
- Катедрала Пјаченце грађена је од 1122. до 1233. и један је од најбољих примера романсексне катедрале у северној Италији. Има вредне фреске из 14. до 16. века.
- Црква светога Фрање на тргу Кавали је из 12. века
- Базилика светога Антонина је пример романескне архитектуре. Карактеристична је по октогоналном торњу. Градња је завршена 375.

## Партнерски градови
- Пласенција
- Ерфурт